# 林正彦
林 正彦（はやし まさひこ、Masahiko (Masa) Hayashi、1959年 - ）は、日本の天文学者。理学博士。専門は赤外線天文学、電波天文学。星・惑星系の形成過程の観測的研究。

## 来歴・人物
岐阜県出身。国立天文台助教授・教授としてすばる望遠鏡の建設と運営に従事。2006年から2010年まで同天文台ハワイ観測所長、2012年から2018年まで同天文台長を務めた。

## 略歴
- 1977年（昭和52年）：岐阜県立加茂高等学校理数科卒業[5]
- 1981年（昭和56年）：東京大学理学部天文学科卒業
- 1986年（昭和61年）：東京大学大学院理学系研究科天文学専攻博士課程修了[5]
- 1986年（昭和61年）：日本学術振興会特別研究員
- 1987年（昭和62年）：東京大学助手
- 1994年（平成06年）：国立天文台助教授
- 1998年（平成10年）：国立天文台教授[5]（2010年まで）
- 2011年（平成23年）：東京大学大学院理学系研究科教授[5]（2012年まで）
- 2012年（平成24年）：国立天文台長[4][5]（2018年まで）
- 2015年（平成27年）：自然科学研究機構理事（2018年まで）
- 2018年（平成30年）：日本学術振興会ボン研究連絡センター長

## 業績
紫外線励起された水素分子が放射する振動回転遷移の蛍光輝線の発見、原始星への質量降着現象の直接的検出、若い星が放出するジェットの駆動メカニズムの研究、原始惑星系円盤の渦巻構造の発見、太陽と似た恒星を公転するガス惑星の直接検出など。